# Otto Baum
Otto Baum (Stettino, 15 novembre 1911 – Hechingen, 18 giugno 1998) è stato un generale tedesco, comandante delle Waffen-SS durante la seconda guerra mondiale.

## Biografia

### Primi anni
Otto Baum nacque a Stettino nel 1911, figlio di un commerciante, dopo aver frequentato un istituto agrario fino al 1932 e aver intrapreso per due anni gli studi in agraria presso l'università di Stoccarda, entrò nelle SS-Verfügungstruppe nel 1934, ottenendo in comando un plotone di fanteria, fino a che, nell'aprile del 1935 entrò nella SS-Junkerschule di Braunschweig.

### Prime fasi della guerra
Con lo scoppio della seconda guerra mondiale, prese parte alla campagna di Polonia e con il grado diObersturmführer comandò la 7° compagnia della 1. SS-Panzer-Division "Leibstandarte SS Adolf Hitler". Venne promosso a Hauptsturmführer il 9 novembre 1939 e guidò la sua compagnia nella campagna di Francia del 1940. Nel marzo 1941 fu trasferito alla 3. SS-Panzerdivision "Totenkopf" e lì comandò il 3° battaglione del SS-Totenkopf-Regiment 3.

### Fronte orientale
Durante l'operazione Barbarossa, fu promosso a Sturmbannführer e per le azioni del suo battaglione durante la battaglia di Demjansk, fu insignito della Croce di Cavaliere l'8 maggio 1942. Il 9 novembre 1942 fu promosso a Obersturmbannführer e nel marzo 1943 fu nominato comandante del "Totenkopf"-Regiments 1. Durante le battaglie difensive intorno a Kharkov, fu gravemente ferito e poté tornare al comando del suo reggimento solo dopo un ricovero di tre mesi in ospedale. Per i successi difensivi del suo reggimento, il 22 agosto 1943 gli furono conferite le Croce di cavaliere con foglie di quercia ed il 30 gennaio 1944 fu nominato Standartenführer ed a aprile, comandò temporaneamente la 3. SS-Panzerdivision "Totenkopf".

### Fronte occidentale
Successivamente fu nominato comandante della scuola ufficiali SS di Klagenfurt e nel giugno 1944 assunse il comando della neonata 17. SS-Panzergrenadier-Division "Götz von Berlichingen" sul fronte occidentale. Dopo pesanti combattimenti sul fronte e la successiva ritirata, assunse anche il comando della 2. SS-Panzer-Division "Das Reich" nel luglio 1944. Per gli attacchi delle sue due divisioni nella Sacca di Falaise, ricevette le Spade della croce di cavaliere il 2 settembre 1944. Il 17 settembre 1944 fu promosso Oberführer delle Waffen-SS. Nell'ottobre del 1944 cedette il comando della 2. SS-Panzer-Division "Das Reich" e guidò in ritirata la sua 17. SS-Panzergrenadier-Division "Götz von Berlichingen" fino al confine del Reich.

### Operazione Frühlingserwachen
Poco dopo, il 24 ottobre 1944, lasciò il comando della divisione e divenne comandante della 16. SS-Panzergrenadier-Division "Reichsführer-SS", con la quale, partecipò all'operazione Frühlingserwachen sul Lago Balaton ed in Ungheria. Il 5 maggio 1945 con i resti della sua divisione fu fatto prigioniero dai britannici, dalla quale fu liberato nel 1948. Morì nel 1998.

## Onorificenze

### Onorificenze tedesche[2]
Il 07 febbraio 1942, alle 00:20, i russi lanciarono un attacco contro il Battaglione di Baum dopo un pesante bombardamento di artiglieria e mortai. Bloccarono il Battaglione dal fronte lungo la linea Schumilkino-Salutschje, lanciando contemporaneamente una manovra a tenaglia con il supporto dei carri armati.
Le seguenti unità ostili erano presenti in questo attacco:
20° Reggimento della 7a Divisione Guardie sovietica
scuola sottufficiali della 7a Divisione Guardie sovietica (delle dimensioni di un battaglione)
scuola comandanti di plotone della 7a Divisione Guardie sovietica
42a Brigata sovietica.
Il Battaglione difensore era già stato notevolmente ridotto. Di conseguenza, nel corso dei duri combattimenti notturni, i sovietici riuscirono a penetrare nella parte settentrionale di Schumilkino e nella parte sud-orientale di Salutschje.
Di sua iniziativa, e con una prontezza che sfidava la morte, l'SS-Sturmbannführer Baum lanciò una controffensiva con pochi uomini radunati in fretta ed elementi di una compagnia annessa. Questa controffensiva riuscì a eliminare le forze nemiche che erano entrate sia a Salutschje che a Schumilkino.
La linea del fronte era saldamente in nostro possesso alle 06:30 dello stesso giorno. Tutti gli ulteriori attacchi nemici crollarono sotto il nostro fuoco difensivo prima di raggiungere le linee di trincea. Oltre 300 russi morti giacevano tra e di fronte a questa posizione alla fine del combattimento di quel giorno.
Il mantenimento di questa posizione da parte del Battaglione di Baum fu di importanza decisiva. Una penetrazione nemica qui non solo avrebbe creato il pericolo che le nostre linee a nord e a est venissero smantellate, ma avrebbe anche permesso ai russi di impadronirsi della strada Kobylkino-Schubino, un obiettivo di importanza decisiva per il nemico. Il controllo di questa strada avrebbe permesso per spostare senza sforzo rifornimenti e truppe nei loro settori di fronte al perimetro settentrionale, occidentale e meridionale del Gruppe Eicke.
L'SS-Obersturmbannführer Baum ed il suo reggimento iniziarono il loro attacco nelle prime ore del mattino del giorno successivo insieme all'SS-Pz.Rgt. 3. Superarono Wjasowol, inseguirono il nemico in fuga e attraversarono il fiume Ternowka. Quindi Il comandante di battaglione ordinò ai suoi uomini di ruotare verso sud-est e di sfruttare l'impeto del loro attacco per spingersi immediatamente verso il confine settentrionale di Werbki. Ignorando i carri armati nemici in uscita da Werbki, riuscirono a raggiungere il villaggio prima dell'SS-Pz.Rgt. 3 e di conseguenza a portare soccorso agli elementi della SS-Div. 'Das Reich' che stavano attaccando da sud. Il risultato fu che il contatto tra le due divisioni fu stabilito nel pomeriggio di quel giorno.
Il comandante di battaglione fu sempre alla testa della sua unità durante questo audace attacco. Le sue azioni impedirono la fuga delle forze nemiche che si trovavano ancora sulla riva occidentale del fiume Ternowka.
2. Il 01 marzo 1943 l'SS-Pz.Gr.Rgt. 'T' si trovò a marciare verso nord nel settore di Orel. Operando nell'area della Div. 'Totenkopf', la sua missione era quella di spostarsi da Pawlowka e Nischnij Orel il giorno successivo. Nel corso dell'avanzata pianificata, si prevedeva che l'unità avrebbe virato verso nord-ovest, attraversato il fiume Berestowaja e superato le alture di Berestowenka.
Tuttavia iniziarono ad avanzare già la notte successiva, spingendosi verso Par. Schlachowaja nonostante una feroce resistenza ostile. Nonostante le violente tempeste di neve e una situazione di rifornimento non proprio ideale con il Pz.Abt., il comandante del reggimento prese comunque la spietata decisione di avanzare verso il fiume Berestowaja il più rapidamente possibile per unirsi agli elementi della LSSAH che avanzavano da sud-ovest. Ciò avrebbe bloccato la via di ritirata delle colonne nemiche a est della zona. I pesanti contrattacchi nemici con il supporto dei carri armati furono repressi e le azioni spietate sia del Rgt. che del Pz.Abt. subordinato permisero di stabilire un contatto con la LSSAH il 03 marzo 1943, bloccando così la via del nemico verso est. Contemporaneamente, l'SS-Pz.Gr.Rgt. Nel frattempo, il "Theodor Eicke" era riuscito a condurre la propria avanzata più a nord, fino a Kotjarowka e Medwedowka. Il risultato complessivo fu che forti elementi della 3a Armata Corazzata Russa furono circondati nell'area a nord di Schljachowaja e Par. Schljachowaja, e il terreno per la loro distruzione era stato preparato. Il Rgt. "T" e il suo subordinato I./SS-Pz.Rgt. 3 riuscirono da soli a catturare il seguente bottino di guerra: 21 T-34, 1 autoblindo, 107 pezzi di artiglieria, 2 cannoni da fanteria, 95 fucili anticarro, 1 cannone antiaereo leggero, 44 mitragliatrici, 12 mitragliatrici, 29 mortai pesanti, circa 1000 fucili, 27 cucine da campo, 25 veicoli blindati, 359 camion, circa 300 carri Panje, diverse centinaia di cavalli e buoi.
Questa fu una vittoria resa possibile dalle coraggiose decisioni e dall'aggressività dell'SS-Obersturmbannführer Baum.
3. Il 12 marzo 1943, mentre il nemico continuava a opporre una feroce resistenza a Kharkov, l'SS-Pz.Gr.Rgt. 'T' fu schierato lungo la linea Ruskaja—Losowaja—Dergatschi—Fattoria Fesski—Fattoria Mjakijmjaka per coprire i combattimenti in città. Alle 11:30 di quel giorno ricevette l'ordine di lasciare il II. Battaglione nelle vecchie posizioni e di inviare immediatamente il resto delle sue truppe in un'offensiva attraverso la parte orientale di Kharkov sulla strada Kharkov-Tschugujew. L'intenzione era che queste forze alla fine catturassero sia Tschugujew che i ponti sul Don per impedire alle truppe nemiche nella zona di Smijew di fuggire verso est e nord-est.
Il reggimento partì alle 14:00 e riuscì a superare le pessime condizioni stradali e a raggiungere il villaggio di Ssorokowka durante la notte. Questo luogo fu attaccato nelle prime ore del mattino e liberato dal nemico. Il reggimento e il suo subordinato I./SS-Pz.Rgt. 3 continuarono a spingere inesorabilmente in avanti nonostante l'incessante opposizione. Il comandante del reggimento era costantemente tra le fila del battaglione di testa e da qui fornì all'intero reggimento un esempio di coraggio. Così, già la sera del 13 marzo 1943, Rogan (situato lungo la strada Kharkov-Tschugujew) fu catturato dal III./'T' e da alcuni Panzer a cui erano state assegnate le ultime gocce di carburante del reggimento. La strada Kharkov-Tschugujew fu quindi interdetta e contemporaneamente fu stabilito un contatto con elementi della SS-Pz.Gr.Div. 'Das Reich' che attaccavano da sud-ovest. Con ciò, l'anello intorno a Kharkov fu chiuso.
Nonostante la presenza di attacchi corazzati nemici da est contro Rogan, il comandante del reggimento decise di continuare le operazioni offensive dopo aver ricevuto nuove scorte di carburante dall'aria. Ordinò di continuare l'attacco contro Tschugujew alle 15:00 del giorno successivo. Questo attacco incontrò una dura resistenza a Kamenaja Jaruga, tuttavia il nemico fu sorpreso dalla rapida avanzata tedesca e alla fine sopraffatto. Ciò portò alla cattura di Tschugujew e di conseguenza al blocco di tutti i valichi sul fiume Donez lì situati durante le ore serali dello stesso giorno.
Questa meritata vittoria può essere attribuita ancora una volta alle coraggiose decisioni e al coraggio personale dell'SS-Obersturmbannführer Baum.
L'SS-Obersturmbannführer Baum si distinse per il suo straordinario coraggio il 05 luglio 1943, quando lui e i suoi uomini combatterono per sfondare le forti posizioni russe vicino a Beresoff, il tutto costantemente di fronte al pesante fuoco nemico di fanteria, artiglieria e carri armati. Qui penetrò nelle posizioni nemiche con gli elementi più avanzati del suo reggimento. L'SS-Obersturmbannführer Baum fu ferito durante questo scontro, ma rimase con i suoi uomini.
Costituì un magnifico esempio per i suoi uomini durante i pesanti attacchi corazzati russi contro la testa di ponte di Psel il 13 e 14 luglio 1943. Qui si precipitò in tutti i punti caldi del combattimento e costituì l'anima della resistenza contro la schiacciante pressione nemica.